# Емуранчик
Емуранчикът (Stylodipus telum) е вид бозайник от семейство Тушканчикови (Dipodidae).

## Разпространение и местообитание
Разпространен е в Казахстан, Китай, Русия, Туркменистан, Узбекистан и Украйна.